# VH1
VH1 (sigles de Video Hits One) és una cadena de televisió per cable estatunidenca, amb seu a la ciutat de Nova York i propietat de Paramount Global. Va ser creada per Warner-Amex Satellite Entertainment, en aquell moment una divisió de Warner Communications i el propietari original de MTV, i va emetre per primera vegada l'1 de gener de 1985, a l'antic espai del canal de música per cable de curta durada de Turner Broadcasting System.
Es va iniciar per a seguir amb l'èxit del seu canal germà MTV, també basat en els vídeos musicals, però dirigint-se a un públic més adult i centrant-se en el costat més lleuger i suau de la música popular. Presentava programes i videoclips de música pop, hip-hop, rap, rock i fins i tot heavy metal. Igual que MTV, VH1 finalment es va allunyar d'aquest format i va redirigir la seva programació cap als espectacles de telerealitat, encara que posant el focus en personalitats i celebritats de la música i en programes dirigits al públic afroamericà. VH1 és més conegut per franquícies com Behind the Music, la sèrie I Love..., el bloc Celebreality, Love & Hip Hop i RuPaul's Drag Race.
Al gener de 2016, aproximadament 90,2 milions de llars dels Estats Units rebien VH1.

## Canals germans i internacionals
VH1 comptava amb cinc canals «germans» derivats: VH1 Classic, VH1 Country, VH1 MegaHits, VH1 Soul, i VH1 Uno, destinats, respectivament, als concerts de rock clàssic, música country, èxits de la dècada del 1990 i principis del segon mil·lenni, música soul i música de l'Amèrica Llatina, amb una barreja de pop, balades, tropical, salsa i merengue. Logo, un canal de Viacom dirigit a la comunitat gai i lesbiana, va reemplaçar VH1 MegaHits l'any 2005, i l'any següent VH1 Country va canviar el nom a CMT Pure Country; el 2015 VH1 Soul va passar a ser BET Soul i el 2016 VH1 Classic va esdevenir MTV Classic. VH1 Uno va finalitzar les seves emissions el 2008.
VH1 ha tingut també diverses versions internacionals, com VH1 Adria, VH1 Alemanya, VH1 Austràlia, VH1 Brasil, VH1 Amèrica Llatina, VH1 Polònia, VH1 Regne Unit, VH1 Europa, VH1 Pakistan, VH1 Indonèsia i VH1 Rússia. A començaments del 2023 aquests canals internacionals s'havien reduït a VH1 Dinamarca, VH1 Itàlia i VH1 Índia, amb el canal especial VH1 Christmas durant el període nadalenc per al Regne Unit i Irlanda.